# Peyre de Bard
La Peyre de Bard est un sommet du massif du Meygal, culminant à 1 200 m d'altitude, dans le Velay en France.

## Géographie

### Situation
La montagne se trouve sur la commune de Saint-Julien-Chapteuil dans le département de la Haute-Loire.

### Géologie
Le sous-sol du sommet est constitué de phonolite. Les éboulis entourant le suc ont donné lieu à la formation de « clapiers », caractérisés par des amoncellements désordonnés de pierres plates de différentes épaisseurs.

## Protection environnementale
La Peyre de Bard est répertoriée dans la ZNIEFF de type 2 « Mézenc - Meygal ».